# Jaramillo Quemado
Jaramillo Quemado – gmina w Hiszpanii, w prowincji Burgos, w Kastylii i León, o powierzchni 17,45 km². W 2011 roku gmina liczyła 4 mieszkańców.